# Inoculación del estrés
La inoculación del estrés es un procedimiento cognitivo-conductual desarrollado por el psicólogo canadiense Donald Meichenbaum para reducir el estrés. Implica la adquisición de destrezas de afrontamiento y ensayo de las mismas.

## Procedimiento
La inoculación del estrés consiste en tres fases: 
- Fase educativa: Información tanto general de la teoría, como específica de su aplicación al problema actual, y el paso a paso del procedimiento. Ejemplo: En el caso de temor a presentar una tesis, se le explica en qué consiste la actividad, la evaluación, etc., que el consultante es el mayor experto en el tema a exponer en la tesis, etc.
- Fase de ensayo:  El consultante practica la actividad temida en un ambiente seguro. En ejemplo anterior, se ayuda al cliente a practicar la temida defensa de la tesis en la consulta, luego con amigos.
- Fase de implementación: El consultante lleva a cabo el plan en el ambiente natural. En el ejemplo anterior, la defensa de la tesis se lleva a cabo ante el jurado, que sería el ambiente natural.

La estrategia también incluye otras actividades coadyuvantes, como la práctica de la meditación, ejercicio, cambios en la dieta, etc.
Se enseña al paciente a afrontar y relajarse ante toda una amplia variedad de experiencias estresantes. El entrenamiento parte desde la enseñanza de las técnicas de respiración profunda y la relajación progresiva, de forma tal que ante una situación generadora de estrés, en el lugar y momento que sea, pueda relajar la tensión.
Es importante, que se elabore previamente una lista de situaciones estresantes, ordenándola desde las situaciones de menor estrés a las de mayor carga estresante. Luego, se hará que el paciente evoque en su imaginación cada una de esas situaciones, mientras relaja la tensión. En segundo lugar, se deberá crear toda una serie de pensamientos de afrontamiento del estrés, los que deberán ser utilizados para contrarrestar los pensamientos automáticos habituales.
Una vez establecido un adecuado nivel de afrontamiento en este ejercicio de realidad virtual, se pasará a instrumentar la utilización de las actividades de relajación y afrontamiento aprendidos, en situaciones de la vida real.